# پوستاسر
پوستاسر (به مجاری:  Pusztaszer) یک منطقهٔ مسکونی در مجارستان است که در ناحیه کیش‌تلک واقع شده‌است. پوستاسر ۴۸٫۹۳ کیلومتر مربع مساحت و ۱٬۶۷۴ نفر جمعیت دارد.